# Nicola Contieri
Nicola Contieri (Bari, 13 giugno 1827 – Grottaferrata, 26 aprile 1899) è stato un abate e arcivescovo cattolico italiano.

## Biografia
Nacque il 13 giugno 1827 a Bari. Entrò da giovanissimo nell'Ordine basiliano.
Fu ordinato presbitero il 21 settembre 1850 a soli 23 anni.
Nel 1865 fu eletto priore dell'abbazia di Grottaferrata; nel 1868 fu confermato nella carica per un altro triennio. Il 20 dicembre 1869 Pio IX pose fine al regime commendatario dell'abbazia e lo creò abate.
Nel corso del suo mandato, Contieri agì come superiore generale del piccolo Ordine basiliano italiano, compiendo anche una visita canonica tra il 3 marzo e il 2 maggio del 1870. Nello stesso anno un regio decreto intimò la soppressione del monastero, che i monaci riuscirono a raggirare facendolo dichiarare monumento nazionale e proponendosi come custodi.
Come gran parte dei monaci, il Contieri era contrario alla restaurazione del rito greco puro, essendo in vigore ormai da secoli un rito misto greco-latino. Di diverso avviso era il Papa, che desiderava rendere l'abbazia di Grottaferrata un punto di riferimento per tutti i cattolici d'oriente. Nel 1875 rimosse dunque Contieri dall'incarico, nominando al suo posto il più favorevole alla riforma Giuseppe Cozza-Luzi.
Il 3 aprile dell'anno successivo fu nominato arcivescovo di Gaeta, incarico che mantenne fino alla sua rinuncia, accettata il 14 dicembre 1891.
Ritiratosi a vivere presso il monastero di Grottaferrata, vi morì il 26 aprile 1899 a 71 anni.

## Genealogia episcopale
La genealogia episcopale è:
- Cardinale Scipione Rebiba
- Cardinale Giulio Antonio Santori
- Cardinale Girolamo Bernerio, O.P.
- Arcivescovo Galeazzo Sanvitale
- Cardinale Ludovico Ludovisi
- Cardinale Luigi Caetani
- Cardinale Ulderico Carpegna
- Cardinale Paluzzo Paluzzi Altieri degli Albertoni
- Papa Benedetto XIII
- Papa Benedetto XIV
- Papa Clemente XIII
- Cardinale Bernardino Giraud
- Cardinale Alessandro Mattei
- Cardinale Pietro Francesco Galleffi
- Cardinale Giacomo Filippo Fransoni
- Cardinale Antonio Saverio De Luca
- Arcivescovo Nicola Contieri